# Cane da pastore greco

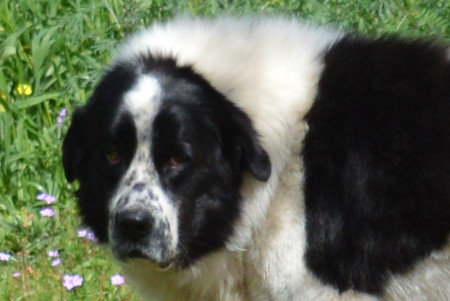
Testa del cane da pastore greco

Il pastore greco o cane da pastore greco (Greco: Ελληνικός Ποιμενικός, Ellinikós Pimenikós) è un cane da guardia del bestiame greco che è stato allevato per secoli per la custodia del bestiame nelle regioni montuose del paese. Appartiene al ceppo dei grandi cani bianchi del Centro Europa, comune con i cani da montagna dei Pirenei, i Kuvasz ungheresi, i cane da pastore di Tatra, i Kuvasz slovacchi, i Šarplaninac (anche se dal pelo colorato), e gli Akbash turchi.
È una razza riconosciuta dalla Federazione Cinologica Greca e dalla FCI.

## Caratterisitiche
È allevato da molti secoli in quasi tutte le regioni della Grecia settentrionale (Epiro, Macedonia e Tessaglia). Assomiglia molto al Pastore maremmano-abruzzese e all'ungherese Kuvasz.
si ricorda come Alessandro Magno usò cani da pastore dell'Epiro nelle sue spedizioni.Inoltre, lo stesso Platone afferma che il cane da pastore dell'Epiro è conosciuto sin dai tempi di Omero ed era famoso per i suoi incredibili talenti.
Il pastore greco è un cane di taglia medio-grande, con un corpo solido e una grande forza fisica in grado di scortare il gregge e combattere anche con il nemico mantenendo la sua superiorità fisica. 
La sua testa è massiccia, il cranio è normalmente curvo, con evidenti arcate sopraccigliari ed è largo quasi quanto è lungo. 
Il muso e le guance sono larghi e profondi. 
Ha un morso a forbice ed è coperto da labbra grosse. 
La pelle è spessa ed è ricoperta da una fitta pelliccia. 
Non è consentito tagliare le orecchie e cani con orecchie tagliate non può essere mostrato nelle mostre. 
Gli occhi marroni sono di grandezza media, a forma di uovo, posti simmetricamente in linea parallela con l'assone oblungo del cranio, con sufficiente distanza tra loro. Dal lato obliquo della testa la loro posizione è un po' 'sotto il livello del muso, come se ci fosse una linea immaginaria estesa verso il cranio. Si preferiscono tinte più scure. Le palpebre devono essere serrate senza rivelare la loro mucosa.
Questo cane ha un aspetto serio, penetrante e calmo. Il torace deve essere ampio e profondo fino all'altezza dei gomiti. Il torace largo è costituito da costole mediamente arcuate. La coda è spessa alla base.; alcuni hanno code lunghe mentre altri hanno code corte o senza coda.
Il doppio mantello è fitto e abbondante. 
I colori del mantello includono nero, marrone grigiastro e bianco o in combinazione tra loro i cani maculati sono i più comuni.,
La razza non è mai stata allevata per il colore, ma piuttosto per la struttura pesante, con molti muscoli e un pelo denso, da semi-lungo a lungo.
Le dure condizioni dell'agricoltura di montagna greca lo ha aiutato a sviluppare caratteristiche che lo rendono un custode prezioso e insostituibile, capace di resistere agli attacchi dei grandi carnivori, come l'orso e il lupo. Oggi si stimano siano rimasti meno di 3.000 pastori greci purosangue; il pastore greco è riconosciuto come razza di cane di razza dal Greek Kennel Club.